# Leucania coxi
Leucania coxi là một loài bướm đêm trong họ Noctuidae.